# Дерзе
Дерзе (нід. Deurze) — село в нідерландській провінції Дренте. Входить до муніципалітету А-ен-Гюнзе.
Його площа становить 0,50 км², а населення станом на 2021 рік складало 85 осіб.
Перша згадка про населений пункт датується 1259 роком.